# Józef Hieronim Poznański
Józef Hieronim Szeliga-Poznański (ur. 30 września 1893, zm. 14 kwietnia 1975 w Santiago) – podpułkownik kawalerii Wojska Polskiego, kawaler Orderu Virtuti Militari.

## Życiorys
Urodził się 30 września 1893. Po wybuchu I wojny światowej w 1914 został żołnierzem Legionów Polskich i służył w szeregach 1 Pułku Ułanów (tzw. „Beliniacy”). 22 lutego 1916 roku został ranny. Od 3 lutego do 4 kwietnia 1917 roku, jako ułan 4 szwadronu był słuchaczem kawaleryjskiego kursu podoficerskiego, który ukończył z wynikiem bardzo dobrym.
Po zakończeniu wojny, jako były oficer Legionów Polskich został przyjęty do Wojska Polskiego i zatwierdzony w stopniu podporucznika. U kresu wojny w listopadzie 1918 brał udział w obronie Lwowa podczas wojny polsko-ukraińskiej. W wojnie z bolszewikami 1920 walczył, jako adiutant dywizjonu jazdy Detachement rtm. Abrahama. Za swoje czyny otrzymał Order Virtuti Militari. Został awansowany na stopień porucznika kawalerii ze starszeństwem z dniem 1 czerwca 1919, a następnie na stopień rotmistrza ze starszeństwem z dniem 15 sierpnia 1924. W 1923, 1924 był oficerem 14 Pułku Ułanów we Lwowie. Z dniem 31 lipca 1927 roku został przeniesiony w stan nieczynny, bez prawa do poborów, z jednoczesnym przeniesieniem z 14 puł. do kadry oficerów kawalerii. Z dniem 31 lipca 1928 roku został mu przedłużony stan nieczynny na dalszych 12 miesięcy.
Razem z żoną wyjechał do Chile. 3 grudnia 1927 w stolicy kraju Santiago został wybrany utworzonego wówczas Ogniska Polskiego im. Marszałka Józefa Piłsudskiego. 
Z dniem 1 sierpnia 1929 roku został powołany ze stanu nieczynnego z równoczesnym przeniesieniem z kadry oficerów kawalerii do 14 puł. W marcu 1931 roku został przeniesiony do Departamentu Kawalerii Ministerstwa Spraw Wojskowych w Warszawie na stanowisko referenta personalnego. Z dniem 1 października 1931 roku został przeniesiony do Biura Personalnego MSWojsk. 17 grudnia tego roku został mianowany majorem ze starszeństwem z 1 stycznia 1932 roku i 10. lokatą w korpusie oficerów kawalerii. Z dniem 1 marca 1932 roku został przeniesiony do korpusu oficerów kontrolerów z równoczesnym przeniesieniem z Biura Personalnego MSWojsk. do Korpusu Kontrolerów. Z dniem 1 grudnia 1934 roku został przydzielony do Ministerstwa Poczt i Telegrafów na sześciomiesieczną praktykę. Z dniem 31 maja 1935 roku został przeniesiony do rezerwy z jednoczesnym przeniesieniem w rezerwie do korpusu oficerów kawalerii z przynależnością ewidencyjną do Oficerskiej Kary Okręgowej Nr I.
Po zakończeniu II wojny światowej po raz drugi przybył do Chile. Po grudniu 1950 pełnił obowiązki prezesa zarządu Zjednoczenia Polaków w Chile. 19 kwietnia 1952 został wybrany na członka zarządu tej organizacji. W 1957 roku został mianowany podpułkownikiem w korpusie oficerów kawalerii. Zmarł 14 kwietnia 1975 w Santiago.

## Ordery i odznaczenia
- Krzyż Srebrny Orderu Wojskowego Virtuti Militari (przed 1923)
- Krzyż Niepodległości (przed 1932)
- Krzyż Walecznych – dwukrotnie (po raz pierwszy przed 1923, po raz drugi przed 1932)
- Srebrny Krzyż Zasługi (przed 1932)